# Sangabasis braulitae
Sangabasis braulitae is een libellensoort uit de familie van de waterjuffers (Coenagrionidae), onderorde juffers (Zygoptera). De wetenschappelijke naam van de soort is als Amphicnemis braulitae voor het eerst geldig gepubliceerd in 2005 door Villanueva.
1. ↑  (en) Sangabasis braulitae op de IUCN Red List of Threatened Species.